# Ciudadela de Kirkuk
La Ciudadela de Kirkuk(en árabe: قلعة كركوك, Qal’at Karkuk) está situada en el centro de la ciudad de Kirkuk, en Irak, y se considera que es la parte más antigua de la ciudad. La ciudadela se encuentra en una colina artificial con 130 metros de altura situada en una meseta sobre el río Khasa. El montículo, se cree que fue construido por el rey Ashurnasirpal II entre 884 y 858 antes de Cristo como una línea de defensa militar de Arrapha.
Más tarde el rey Sluks construyó una muralla con 72 torres fuertes alrededor de las 72 calles y las dos entradas a la ciudadela. Una joya de la ciudadela es la llamada "Iglesia Roja", con restos de mosaicos premusulmanes. Se cree que Timur visitó la ciudadela en 1393 durante su expedición militar. Las paredes modernas se remontan a la época otomana.